# Албано-сербские отношения
Албано-сербские отношения являются международными отношениями между Республикой Албания и Республикой Сербия. Албания имеет посольство в Белграде. Сербия имеет посольство в Тиране. Обе страны являются полноправными членами Совета Европы, Организации по безопасности и сотрудничеству в Европе (ОБСЕ), Центрально-европейской ассоциации свободной торговли (ЦЕАСТ) и Организации Черноморского экономического сотрудничества (ОЧЭС). Сербия и Албания являются официальными кандидатами на вступление в Европейский союз.
Сербия и Албания установили официальные дипломатические отношения 25 апреля 1914 года.
Традиционно албано-сербские отношения являются довольно напряжёнными. Наиболее болезненным в албано-сербских отношениях является вопрос о Косово.
10 ноября 2014 года премьер-министр Албании Эди Рама посетил Сербию и встретился с премьер-министром Сербии Александром Вучичем. Это стало первым совещанием такого типа между руководством двух стран после встречи в 1947 году первого секретаря ЦК Албанской партии труда Энвера Ходжи с президентом Югославии Иосипом Броз Тито.